# جو سه-جونگ
جو سه-جونگ (انگلیسی: Ju Se-jong؛ زادهٔ ۳۰ اکتبر ۱۹۹۰) بازیکن فوتبال اهل کره جنوبی است.
از باشگاه‌هایی که در آن بازی کرده‌است می‌توان به باشگاه فوتبال سئول و باشگاه فوتبال بوسان ای‌پارک اشاره کرد.